# Kyle Harris
Kyle Harris est un acteur américain, né le 20 mai 1986 à Irvine, en Californie. Il est connu pour ses rôles dans The Carrie Diaries et Beauty and the Beast sur le réseau CW. Il est surtout connu pour son rôle Cameron Goodkin dans la série Stitchers.

## Biographie
Kyle est né le 20 mai 1986 à Irvine en Californie. Il a un petit frère appelé Cody. Il a étudié à l'université d'Arizona, à Tucson, dans l'état d'Arizona. Il a ensuite déménagé à New York, là où il s'est produit dans des comédies musicales.

### Carrière
Kyle Harris est apparu dans l'histoire tournée nationale West Side dans le rôle de Tony à partir du 30 septembre 2010. Il est également apparu sur The Carrie Diaries (The CW), pour trois épisodes de la première saison comme Seth, un collège petit ami de Mouse. Certains autres crédits comprennent le violoniste, Christian, dans la petite danseuse, une comédie musicale sur le modèle de la vie réelle pour Degas de la sculpture, Marie van Goethem, et le Dr Pierre dans la science-fiction courte, Le Sommeil électrique.

## Filmographie

### Séries télévisées
- 2013 : The Carrie Diaries : Seth (3 épisodes)
- 2015 : Beauty and the Beast : Russell Keaton (1 épisode)
- 2015 - 2017 : Stitchers : Cameron Goodkin (rôle principal)
- 2016 : High Maintenance : Mark (1 épisode)
- 2017 : The Blacklist: Redemption : Kevin Jensen (1 épisode)
- 2018 : Indoor Boys : Rusty (3 épisodes)
- 2018 : God Friended Me : Eli James (5 épisodes)
- 2021 : Grey's Anatomy : Dr Mason Post (1 épisode)

## Distinctions
| Année | Prix                                 | Catégorie                               | Nomination | Résultat   |
| ----- | ------------------------------------ | --------------------------------------- | ---------- | ---------- |
| 2017  | 19e cérémonie des Teen Choice Awards | Meilleur acteur dans une série de l'été | Stitchers  | Nomination |